# Кабрейруш (Брага)
Кабрейруш (порт. Cabreiros; МФА: [kɐ.ˈbɾɐj.ɾuʃ]) — парафія в Португалії, у муніципалітеті Брага. Розташована в північно-західній частині країни, на теренах історичної португальської провінції Дору-Міню. Входить до складу округу Брага. За адміністративним поділом, чинним до 1976 року, терени парафії були складовою провінції Міню. Належить до Бразької архідіоцезії Католицької церкви. Патрон — святий Михаїл. Площа — 2,7954 км². Населення — 1511 ос. (2011). Сильно урбанізований регіон. Густота населення — 540,53 осіб/км²
. Код — 030305.

## Населення
| Кількість мешканців | Кількість мешканців | Кількість мешканців | Кількість мешканців | Кількість мешканців | Кількість мешканців | Кількість мешканців | Кількість мешканців | Кількість мешканців | Кількість мешканців | Кількість мешканців | Кількість мешканців | Кількість мешканців | Кількість мешканців | Кількість мешканців |
| ------------------- | ------------------- | ------------------- | ------------------- | ------------------- | ------------------- | ------------------- | ------------------- | ------------------- | ------------------- | ------------------- | ------------------- | ------------------- | ------------------- | ------------------- |
| 1864                | 1878                | 1890                | 1900                | 1911                | 1920                | 1930                | 1940                | 1950                | 1960                | 1970                | 1981                | 1991                | 2001                | 2011                |
| 638                 | 659                 | 698                 | 787                 | 859                 | 828                 | 877                 | 1 145               | 1 108               | 1 248               | 1 344               | 1 543               | 1 768               | 1 638               | 1 511               |